# Griesbach (Gemeinde Karlstein an der Thaya)
Griesbach ist eine Ortschaft und als Griesbach bei Dobersberg eine Katastralgemeinde der Gemeinde Karlstein an der Thaya im Bezirk Waidhofen an der Thaya in Niederösterreich.

## Geografie
Das Dorf befindet sich südwestlich von Karlstein in einer nach Osten exponierten Lage und wird von der Landesstraße L8152 erschlossen. Südöstlich des Ortes entspringt der Griesbach.

## Siedlungsentwicklung
Zum Jahreswechsel 1979/1980 befanden sich in der Katastralgemeinde Griesbach bei Dobersberg insgesamt 60 Bauflächen mit 23.153 m² und 56 Gärten auf 18.312 m², 1989/1990 gab es 61 Bauflächen. 1999/2000 war die Zahl der Bauflächen auf 126 angewachsen und 2009/2010 bestanden 63 Gebäude auf 126 Bauflächen.

## Geschichte
Laut Adressbuch von Österreich waren im Jahr 1938 in Griesbach ein Gastwirt, ein Gemischtwarenhändler, ein Lederhändler, ein Schmied, eine Schneiderin, ein Schuster, ein Zimmermeister und mehrere Landwirte ansässig. Bis zur Eingemeindung nach Karlstein war der Ort ein Teil der damaligen Gemeinde Göpfritzschlag.

## Bodennutzung
Die Katastralgemeinde ist landwirtschaftlich geprägt. 224 Hektar wurden zum Jahreswechsel 1979/1980 landwirtschaftlich genutzt und 174 Hektar waren forstwirtschaftlich geführte Waldflächen. 1999/2000 wurde auf 221 Hektar Landwirtschaft betrieben und 176 Hektar waren als forstwirtschaftlich genutzte Flächen ausgewiesen. Ende 2018 waren 218 Hektar als landwirtschaftliche Flächen genutzt und Forstwirtschaft wurde auf 175 Hektar betrieben. Die durchschnittliche Bodenklimazahl von Griesbach bei Dobersberg beträgt 23,3 (Stand 2010).